# Station St Erth
St. Erth is een spoorwegstation van National Rail in St. Erth, Penwith in Engeland. Het station is eigendom van Network Rail en wordt beheerd door Great Western Railway.

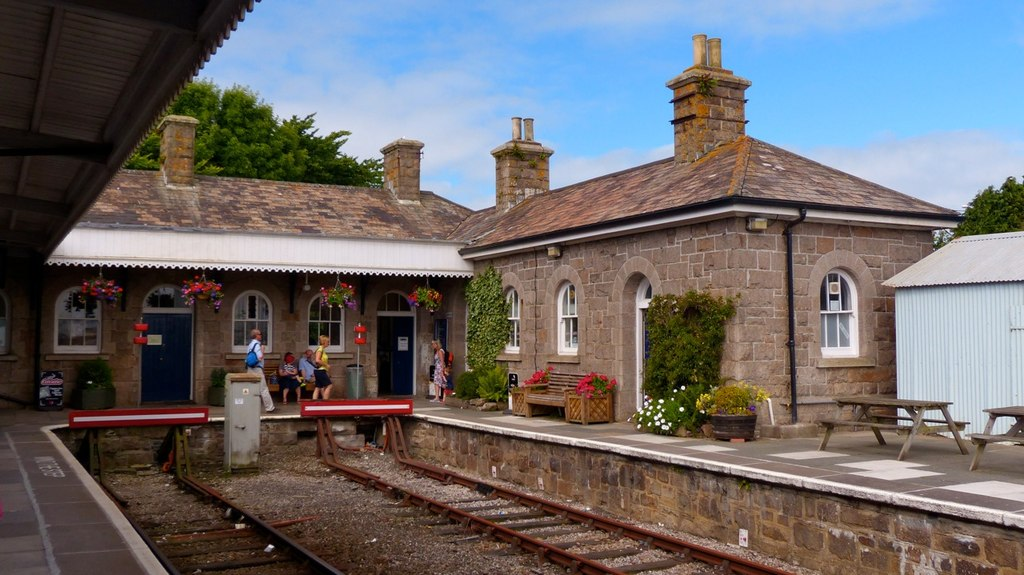
Eindpunt van de lijn naar St Ives